# Калумба, Жюстен
Жюстен-Ноэль Калумба Нвана Ндонго (фр. Justin-Noël Kalumba Mwana Ngongo; род. 25 декабря 2004, Рубе) — французский футболист конголезского происхождения, вингер клуба «Анже».

## Клубная карьера
Жене — воспитанник клубов «Сеслин», «Темплюв», «Лилль» и «Анже». В 2023 году игрок дебютировал за дублирующий состав последних. 2 апреля в матче против «Ниццы» он дебютировал в Лиге 1. По итогам сезона клуб вылетел в Лигу 2, но игрок остался в команде и по итогам сезона помог ей вернуться в элиту.